# Flat Lick
Flat Lick – jednostka osadnicza w Stanach Zjednoczonych, w stanie Kentucky, w hrabstwie Knox.